# Agon Orchestra
Das Agon Orchestra ist ein Anfang der 1980er Jahre als Agon Ensemble von jungen tschechischen Komponisten (darunter Petr Kofron, Martin Smolka und Miroslav Pudlák) gegründetes Orchester, das gegenüber der herrschenden Kulturpolitik eine individuelle Plattform für die Aufführung eigener und  westlicher Stücke bot. Der Fluxusbewegung nahestehende Undergroundbands wie Dg307 oder Progrockgruppen wie The Plastic People of the Universe waren Vorbilder und arbeiten heute gelegentlich mit dem Agon Orchestra zusammen. 
Durch die Aufführung von Werken der westeuropäischen Avantgarde schlug das Agon Orchestra eine Brücke über den eisernen Vorhang. Der Repertoireschwerpunkt des Agon Orchestra liegt heute bei Aufführungen junger tschechischer Komponisten und Vertretern der amerikanischen Minimal Music. 

## Diskographie
- Agon - Contemporary Music Ensemble Prague (CD), Martin Smolka, Miroslav Pudlák, Petr Kofroň, Josef Adamík, produced by Arta Records / F1 0018 (1991)
- Growthrings (Hermit Symposium Catalogue & CD), Petr Kofroň - Mitternachtmusik (1993) produced by Hermit Foundation - Avik / Av 0018 (1993)
- Agon Ensemble - Czech New Music Of The 1960s (CD), Jan Rychlík, Josef Berg, Rudolf Komorous, Zbyněk Vostrák, produced by Arta Records / F1 0042 (1994)
- Golden Harmony Awards 1994 (CD), Music by Jan Rychlík produced by Harmonie / Harm 001 (1994)
- Agon Orchestra Live (audio tape, Limited Edition Of 100 Copies) Music by Cornelius Cardew, Petr Kofroň, Anestis Logothetis, Martin Smolka & Miroslav Šimáček produced by Society For New Music (1995)
- Lines Of Shadow (CD / Film Soundtrack) Music by Vojtěch Havel produced by Zona / Bonton Music 71 0501 (1996)
- Agon Orchestra - Graphic Scores & Concepts (book & CD), Miroslav Ponc, Karl Peter Roehl, Anestis Logothetis, Milan Grygar, John Cage, Cornelius Cardew, Milan Knížák, Michael Nyman, Daniel Goode, Marian Palla produced by Audio Ego (1996)
- Agon Orchestra - The Red & Black (double CD), Martin Smolka, Petr Kofroň, Miroslav Šimáček, Peter Graham, produced by Audio Ego (1997)
- Agon Orchestra - Martin Smolka (CD), Martin Smolka produced by Audio Ego (1998)
- Agon Orchestra - Filip Topol (CD), produced by Indies Records (2001)